# Церковь Никиты Мученика (Коломна)
Церковь Никиты Мученика — приходской православный храм в городе Коломне Московской области, построенный в 1695 году. Входит в состав Коломенского благочиния Коломенской епархии Русской православной церкви. Здание церкви является объектом культурного наследия и находится под охраной государства. В настоящее время храм восстанавливается, действует, ведутся богослужения.

## История храма

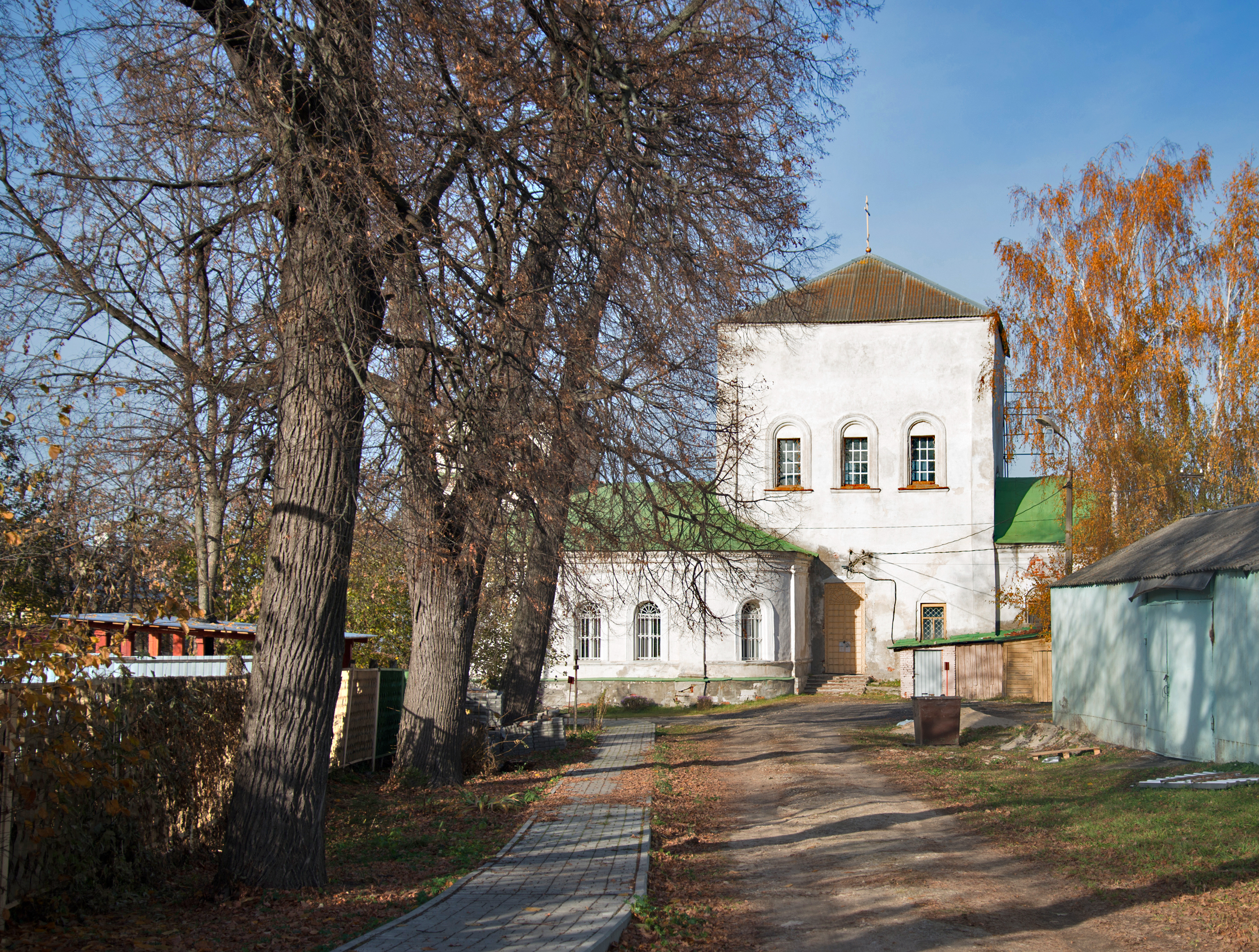
Общий вид

Никитский храм был заложен во времена правления царя Алексея Михайловича в 1655 году, построен в традициях московского барокко в 1695 году. В XIX веке был перестроен и приобрёл архитектурные облики стиля ампир.
Изначально церковь являлась домовой для богатых купцов старой Коломны — Мещаниновых. Родоначальником этой семьи был в конце XVII века Демид Мещанинов, чьим усердием, скорее всего, и был возведён этот храм.
В XVIII веке были проведены работы по перестройке колокольни с закрытой папертью, был увеличен северный придел. С 1858 по 1860 годы в трапезной части церкви, которая была тёплой, были заменены сводчатые перекрытия и обустроен второй южный придел. Внешняя обработка здания была заменена на элементы позднего ампира. Никитская церковь — одноглавая, бесстолпная, в виде высокого двусветного четверика, перекрытого сомкнутым сводом. В храме имеются два придела: во имя апостола Иакова, брата Господня, и святителя Митрофана Воронежского. На своде и стенах церкви сохранилась часть росписей 1830 года с последующими обновлениями.
В 1824 году в семье священнослужителя этой церкви Петра Никитского родился сын Никита, который в будущем стал философом, публицистом и издателем. В Коломенском духовном училище он был наречен фамилией Гиляров; а в Московской семинарии и духовной академии к фамилии была сделана прибавка — Платонов (как стипендиат митрополита Платона).

## Святыни
В Никитской церкви находились святыни:
- чудотворная Иерусалимская икона Божией Матери,
- крест и Владимирская икона, принадлежавшая князю Дмитрию Пожарскому и, по преданию, сопровождавшая его в походах.
- хранились мощи многих святых.

В ближайшей округе великомученик Никита почитался как покровитель детей-младенцев. За святой водой для исцеления шли со всего города.

## Современное состояние
В советский период храм был разрушен и разграблен.
В начале 2000-х годов было принято решение вернуть Православной церкви разрушенное здание храма. 28 сентября 2001 года, в день памяти великомученика Никиты, здесь состоялась первая Литургия. В 2002 году в приделе апостола Иакова был установлен обновлённый иконостас, написанный коломенским художником Андреем Гавриловым.
Реставрация трапезной была завершена в 2011 году. В 2016 году в день Воздвижения Животворящего Креста Господня на церковь были установлены маковки с крестами.